# داري كول
داري كول (بالفرنسية: Darry Cowl)‏
```
(و. 
1925
 – 
2006
 
م
)
[
3
]
 هو 
ممثل
[
8
]
، 
وعازف بيانو
، 
وكاتب سيناريو
، 
ومؤلِّف
[
9
]
[
10
]
، 
وموسيقي
[
11
]
[
2
]
[
12
]
 من 
فرنسا
.
```

توفي في نويي-سور-سين، عن عمر يناهز 81 عاماً. بسبب سرطان، وسرطان الرئة.

## جوائز وترشيحات
حصل على جوائز منها:
- جائزة سيزر لأفضل ممثل مساعد، عن عمل: Not on the Lips [الإنجليزية]‏ (2004)
- سيزر التكريمية  [لغات أخرى]‏ (2001)
- قائد الفنون والآداب.

ترشح لـ:
- جائزة سيزر لأفضل ممثل مساعد، عن عمل: Not on the Lips [الإنجليزية]‏ (2004).

## وصلات خارجية
- داري كول على موقع IMDb (الإنجليزية)
- داري كول على موقع روتن توميتوز (الإنجليزية)
- داري كول على موقع ألو سيني (الفرنسية)
- داري كول على موقع ميوزك برينز (الإنجليزية)
- داري كول على موقع أول موفي (الإنجليزية)
- داري كول على موقع قاعدة بيانات الأفلام السويدية (السويدية)
- داري كول على موقع ديسكوغز (الإنجليزية)
- داري كول على موقع قاعدة بيانات الفيلم (الإنجليزية)
- داري كول على موقع ليتربوكسد (الإنجليزية)
- داري كول على موقع كينوبويسك (الروسية)